# Сир Генуэзский
Сир (умер 29 июня 381, Генуя) — епископ из Генуи. Дни памяти — 29 июня, 7 июля (перенесение мощей).

## Житие
Святой Сир (San Siro di Genova) родился в местечке Струппа. Он был известен своим благочестием. Святой Сир прожил долгую жизнь и мирно почил о Господе в почтенном возрасте. Он был похоронен в городе и считается святым покровителем Генуи.
Имя святого Сира упоминает Иаков Ворагинский, бывший епископом Генуи в XIII веке, в своём описании истории епархии. Его имя упоминается вместе с именами других епископов Генуи IV века: Валентином, Феликсом, Ромулом. Другие исторические источники датируют его житие VI веком.

## Предание
Согласно одному из преданий святой Сир стал епископом Генуи после святого Ромула. Согласно иному преданию святой Ромул стал епископом после него. Генуэзский кафедральный собор, воздвигнутый в V или VI веке, был изначально назван в его честь. Впоследствии была воздвигнута церковь во имя Двенадцати Апостолов, которая была расширена и заменена новым собором во имя святого мученика Лаврентия.

## Чудеса
Ещё в детстве святой Сир прославился тем, что оживил своего ручного дрозда, смочив его слюной. Однажды, гуляя со своим отцом по местным холмам, он восхотел, чтобы судно в бухте остановилось. В тот же миг пропал ветер, и судно встало, как если бы оно стояло на якоре. Испросив у отца разрешения взойти на борт, святой восхотел, чтобы судно причалило. В тот же миг поднялся требуемый ветер, и судно вошло в гавань.

## Храмы
Храмы, освящённые в его честь имеются в Генуе, в Струппа, в Нерви, в Кампомороне, в Баргальи. В Сан-Ремо имеется собор святого Сира.